# Campeonato Cearense de Futebol Feminino de 2015
O Campeonato Cearense de Futebol Feminino de 2015 foi a 9ª edição do torneio e contou com 9 times.

## 1º Turno[1]

### 1ª Fase - Grupo: A1
| Pos | Clube           | PG | JG | Vit | Emp | Der | GP | GC | SG  | Apr. % |
| 1   | Unifor          | 9  | 3  | 3   | 0   | 0   | 16 | 2  | 14  | 100.00 |
| 2   | Juventus        | 6  | 3  | 2   | 0   | 1   | 15 | 1  | 14  | 66.67  |
| 3   | Lusa Caucaiense | 0  | 3  | 1   | 0   | 2   | 15 | 6  | 9   | 33.33  |
| 4   | MVN             | -3 | 3  | 0   | 0   | 3   | 0  | 37 | -37 | 0.00   |
| --- | --------------- | -- | -- | --- | --- | --- | -- | -- | --- | ------ |

### 1ª Fase - Grupo: A2
| Pos | Clube             | PG | JG | Vit | Emp | Der | GP | GC | SG | Apr. % |
| 1   | Caucaia           | 12 | 4  | 4   | 0   | 0   | 12 | 2  | 10 | 100.00 |
| 2   | Paracuru          | 7  | 4  | 2   | 1   | 1   | 3  | 2  | 1  | 58.33  |
| 3   | Maguary de Sobral | 4  | 4  | 1   | 1   | 2   | 9  | 7  | 2  | 33.33  |
| 4   | GAEC              | 4  | 4  | 1   | 1   | 2   | 4  | 10 | -6 | 33.33  |
| 5   | São Gonçalo       | -2 | 4  | 0   | 1   | 3   | 3  | 10 | -7 | 8.33   |
| --- | ----------------- | -- | -- | --- | --- | --- | -- | -- | -- | ------ |

1º TURNO:
- O São Gonçalo perdeu 03 pontos por uso de atleta irregular.
- O MVN perdeu 03 pontos por uso de atleta irregular.
- A Lusa Caucaiense perdeu 03 pontos por uso de atleta irregular.

### Semifinal do 1º Turno - Grupo: A3
| Pos | Clube    | PG | JG | Vit | Emp | Der | GP | GC | SG | Apr. % |
| 1   | Unifor   | 3  | 1  | 1   | 0   | 0   | 5  | 0  | 5  | 100.00 |
| 2   | Paracuru | 0  | 1  | 0   | 0   | 1   | 0  | 5  | -5 | 0.00   |
| --- | -------- | -- | -- | --- | --- | --- | -- | -- | -- | ------ |

### Semifinal do 1º Turno - Grupo: A4
| Pos | Clube    | PG | JG | Vit | Emp | Der | GP | GC | SG | Apr. % |
| 1   | Caucaia  | 1  | 1  | 0   | 1   | 0   | 1  | 1  | 0  | 33.33  |
| 2   | Juventus | 1  | 1  | 0   | 1   | 0   | 1  | 1  | 0  | 33.33  |
| --- | -------- | -- | -- | --- | --- | --- | -- | -- | -- | ------ |

### Final do 1º Turno - Grupo: A5
| Pos | Clube    | PG | JG | Vit | Emp | Der | GP | GC | SG | Apr. % |
| 1   | Juventus | 3  | 1  | 1   | 0   | 0   | 2  | 0  | 2  | 100.00 |
| 2   | Unifor   | 0  | 1  | 0   | 0   | 1   | 0  | 2  | -2 | 0.00   |
| --- | -------- | -- | -- | --- | --- | --- | -- | -- | -- | ------ |

## 2º Turno[1]

### 1ª Fase - Grupo: B1
| Pos | Clube             | PG | JG | Vit | Emp | Der | GP | GC | SG  | Apr. % |
| 1   | Caucaia           | 13 | 5  | 4   | 1   | 0   | 23 | 0  | 23  | 86.67  |
| 2   | Juventus          | 13 | 5  | 4   | 1   | 0   | 20 | 1  | 19  | 86.67  |
| 3   | Unifor            | 9  | 5  | 3   | 0   | 2   | 10 | 9  | 1   | 60.00  |
| 4   | Paracuru          | 6  | 5  | 2   | 0   | 3   | 7  | 28 | -21 | 40.00  |
| 5   | Maguary de Sobral | 0  | 5  | 1   | 0   | 4   | 3  | 11 | -8  | 20.00  |
| 6   | Lusa Caucaiense   | -3 | 5  | 0   | 0   | 5   | 1  | 15 | -14 | 0.00   |
| --- | ----------------- | -- | -- | --- | --- | --- | -- | -- | --- | ------ |

2o TURNO:
- A Lusa Caucaiense perdeu 03 pontos no 2º turno por decisão do TJDF/CE.
- O Maguary de Sobral perdeu 03 pontos no 2º turno por decisão do TJDF/CE.

### Semifinal do 2º Turno - Grupo: B2
| Pos | Clube    | PG | JG | Vit | Emp | Der | GP | GC | SG | Apr. % |
| 1   | Caucaia  | 3  | 1  | 1   | 0   | 0   | 5  | 0  | 5  | 100.00 |
| 2   | Paracuru | 0  | 1  | 0   | 0   | 1   | 0  | 5  | -5 | 0.00   |
| --- | -------- | -- | -- | --- | --- | --- | -- | -- | -- | ------ |

### Semifinal do 2º Turno - Grupo: B3
| Pos | Clube    | PG | JG | Vit | Emp | Der | GP | GC | SG | Apr. % |
| 1   | Juventus | 3  | 1  | 1   | 0   | 0   | 4  | 1  | 3  | 100.00 |
| 2   | Unifor   | 0  | 1  | 0   | 0   | 1   | 1  | 4  | -3 | 0.00   |
| --- | -------- | -- | -- | --- | --- | --- | -- | -- | -- | ------ |

### Final do 2º Turno - Grupo: B4
| Pos | Clube    | PG | JG | Vit | Emp | Der | GP | GC | SG | Apr. % |
| 1   | Caucaia  | 3  | 1  | 1   | 0   | 0   | 2  | 1  | 1  | 100.00 |
| 2   | Juventus | 0  | 1  | 0   | 0   | 1   | 1  | 2  | -1 | 0.00   |
| --- | -------- | -- | -- | --- | --- | --- | -- | -- | -- | ------ |

## Final - Grupo: F[1]
| Pos | Clube    | PG | JG | Vit | Emp | Der | GP | GC | SG | Apr. % |
| 1   | Caucaia  | 3  | 1  | 1   | 0   | 0   | 5  | 2  | 3  | 100.00 |
| 2   | Juventus | 0  | 1  | 0   | 0   | 1   | 2  | 5  | -3 | 0.00   |
| --- | -------- | -- | -- | --- | --- | --- | -- | -- | -- | ------ |

## Premiação[1]
| Campeonato Cearense de Futebol Feminino de 2015 |
| Caucaia                                         |
| ----------------------------------------------- |
| Caucaia                                         |
| 6º Título                                       |